# The Contours
The Contours var en amerikansk rhythm and blues, rock och soul-grupp, bildad i Detroit, Michigan i slutet på 1950-talet, som fick en stor hit med låten "Do You Love Me" år 1962. Låten blev en populär cover, och fick en sorts återfödning i och med att den var med i filmen Dirty Dancing på 1980-talet. Många medlemmar i det forna Contours är idag avlidna.

## Medlemmar
The Blenders (1958–1960)
- Joe Billingslea (1958–1960)
- Billy Gordon (1958–1960)
- Billy Hoggs (1958–1960)
- Billy Rollins (1958)
- Leroy Fair (1958–1960)
- Hubert Johnson (1960; död 1981)

The Contours (1960–1969, 1971–2004)
- Joe Billingslea (1960–1964, 1971–2004)
- Billy Gordon (1960–1965; död 1999)
- Billy Hoggs (1960–1964)
- Leroy Fair (1960–1961; död 2004)
- Hubert Johnson (1960–1964; död 1981)
- Benny Reeves (1961)
- Sylvester Potts (1961–1964, 1965–1969, 1984–2004)
- Council Gay (1964–1969, 1971–1984)
- Jerry Green (1964–1969)
- Alvin English (1964–1965)
- Joe Stubbs (1965–1966, död 1998)
- Dennis Edwards (1966—1968)
- Arthur Hinson (1971–1984, 1987–1990)
- Martin Upshire (1971–1988)
- C. Autry Hatcher (1971–1987)
- Charles Davies (1984–2004)
- Darell Nunlee (1988–1993)
- Al Chisholm (1993–2004)
- Gary Grier (1993–2004)

The Contours with Joe Billingslea (2004– )
- Joe Billingslea (2004– )
- Charles Davis (2004– )
- Al Chisholm (2004– )
- Gary Grier (2004– )
- Odell Jones (2006– )
- Dupree Sims (2004–2006)

The Contours featuring Sylvester Potts (2004–2014)
- Sylvester Potts (2004–2014; död 2017)
- Tony Womack (2004–2014)
- Kim Green (2004–2014)
- Tee Turner (2011–2014)

## Diskografi
Studioalbum
- 1962 – Do You Love Me (Now That I Can Dance)
- 1974 – Baby Hit And Run
- 1990 – Flashback
- 2000 – A New Direction

EP
- 1965 – Dance the Jerk (delad EP med The Miracles)
- 1965 – The Contours

Singlar
- 1960 – "The Mission" / "I Found Love"
- 1961 – "I'm So Glad" / "Yours Is My Heart Alone"
- 1961 – "Whole Lotta Woman" / "Come on and Be Mine"
- 1961 – "The Stretch" / "Funny"
- 1962 – "Do You Love Me" / "Move Mr. Man"
- 1962 – "Shake Sherry" / "You Better Get in Line"
- 1963 – "Don't Let Her Be Your Baby" / "It Must Be Love"
- 1963 – "Pa I Need a Car" / "You Get Ugly"
- 1964 – "Can You Do It" / "I'll Stand by You"
- 1964 – "Can You Jerk Like Me" / "That Day When She Needed Me"
- 1965 – "First I Look at the Purse" / "Searching for a Girl"
- 1966 – "Just a Little Misunderstanding" / "Determination"
- 1967 – "It's So Hard Being a Loser" / "Your Love Grows More Precious Everyday"
- 1972 – "Do You Love Me?" / "Shake Sherrie"
- 1974 – "Baby Hit and Run" / "Can You Jerk Like Me"
- 1989 – "Face up to the Fact"
- 1991 – "Running in Circles"
- 1992 – "Look Out for the Stop Sign"